# گئورگی سوداکوف
گئورگی سوداکوف (اوکراینی: Георгій Вікторович Судаков؛ زادهٔ ۱ سپتامبر ۲۰۰۲) بازیکن فوتبال اهل اوکراین است.
وی همچنین در تیم‌های ملی فوتبال زیر ۲۱ سال اوکراین، و اوکراین بازی کرده‌است.